# Lego Tini szuperhősök – Gonosz gimi
A Lego Tini szuperhősök – Gonosz gimi (eredeti cím: Lego DC Super Hero Girls: Super-Villain High) 2018-ban megjelent egész estés amerikai számítógépes animációs film, amelyet eredetileg DVD-n adtak ki. Az írója Jeremy Adams, a rendezője Elsa Garagarza, a zeneszerzője Robert J. Kral, a producere többek közt Sam Register. A videofilm a DC Entertainment, a Warner Bros. Animation, a Mattel és a The Lego Group gyártásában készült. Műfaját tekintve filmvígjáték, akciófilm és kalandfilm. Amerikában 2018. május 15-én adta ki DVD-n a Warner Home Video, Magyarországon 2018. május 23-án jelent meg DVD-n a ProVideo forgalmazásában.

## Ismertető
Rivalizálás üti fel a fejét a LEGO DC Tini Szuperhősök életében. A titokzatos Über Gimi azt hirdeti, hogy náluk a kevesebb lecke több mókával jár, ezért egyre népszerűbb lesz a tinik körében. Mikor aztán a Szuperhős Gimi néhány diákja is átjelentkezik az új suliba, Wonder Woman, Supergirl és Batgirl úgy döntenek, hogy közelebbről is megvizsgálják ezt az új intézményt. Közben az Über Gimibe átvándorolt Macskanő, Gepárd és Méregcsók alaposan kiélvezik új helyüket, ahol állítólag mindenki önmaga lehet. De vajon tényleg erről van szó, vagy netalántán valami sötét célra használják a tiniket? A Szuperhős Gimi diákjaira - köztük egy új Zöld Lámpásra - hárul feladat, hogy kiderítsék az igazságot az Über Gimiről. És ezen a vizsgán a LEGO DC Tini Szuperhősök nem bukhatnak meg!

## Szereplők
| Szereplő                                            | Eredeti hang             | Magyar hang                   |
| --------------------------------------------------- | ------------------------ | ----------------------------- |
| Supergirl                                           | Anais Fairweather        | Gulás Fanni                   |
| Batgirl                                             | Ashlyn Selich            | Czető Zsanett                 |
| Csodanő                                             | Grey Griffin             | Berkes Boglárka               |
| Jessica Cruz                                        | Cristina Milizia         | Csuha Bori                    |
| Gepárd                                              | Ashley Eckstein          | Pekár Adrienn                 |
| Macskanő                                            | Cristina Pucelli         | Tamási Nikolett               |
| Gyilkos Fagy                                        | Danica McKellar          | Hermann Lilla                 |
| Méregcsók                                           | Tara Strong              | Laudon Andrea Törtei Tünde    |
| Harley Quinn                                        | Tara Strong              | Károlyi Lili                  |
| Dongó                                               | Teala Dunn               | Lamboni Anna                  |
| Katana                                              | Stephanie Sheh           | Győrfi Laura                  |
| Gézengúz                                            | Greg Cipes               | Hám Bertalan                  |
| Kiborg                                              | Khary Payton             | Juhász Zoltán                 |
| Villám                                              | Josh Keaton              | Moser Károly                  |
| Lena Luthor (Waller igazgatónő) (Taller igazgatónő) | Romi Dames               | Csifó Dorina                  |
| Lena Luthor (Waller igazgatónő) (Taller igazgatónő) | Romi Dames               | Laurinyecz Réka               |
| Lena Luthor (Waller igazgatónő) (Taller igazgatónő) | Tara Strong              | Pap Katalin                   |
| Lashina / Backlash                                  | Meredith Salenger        | Simonyi Réka / Németh Kriszta |
| Amanda Waller                                       | Yvette Nicole Brown      | F. Nagy Erika                 |
| Gorilla Grodd                                       | John DiMaggio            | Albert Péter                  |
| Vadmacska                                           | John DiMaggio            | Szabó Máté                    |
| Doktor Sors                                         | Kevin Michael Richardson | Tokaji Csaba                  |
| Vörös Tornádó                                       | Maurice Lamarche         | Vári Attila                   |
| Oberon                                              | Maurice Lamarche         | Bordás János                  |
| Varázsló                                            | Khary Payton             | Petridisz Hrisztosz           |

## Magyar változat
A szinkron a ProVideo megbízásából a Pannóniában készült, 2018-ban.
- Felolvasó: Endrédi Máté
- Magyar szöveg: Laki Mihály
- Hangmérnök: Árvai Csaba
- Gyártásvezető: Boskó Andrea
- Szinkronrendező: Bartucz Attila
- Produkciós vezető: Kovács Anita